# Delphacodes floridae
Delphacodes floridae är en insektsart som först beskrevs av Frederick Arthur Godfrey Muir och Giffard 1924.  Delphacodes floridae ingår i släktet Delphacodes och familjen sporrstritar. Inga underarter finns listade i Catalogue of Life.